# Synthliboramphus antiquus
L'urietta antica (Synthliboramphus antiquus, Gmelin 1789) è un uccello marino della famiglia degli alcidi.

## Sistematica
Synthliboramphus antiquus ha due sottospecie:
- S. antiquus antiquus
- S. antiquus microrhynchos

## Distribuzione e habitat
Questo uccello vive sulle coste pacifiche dell'Asia (dalla Russia alla Cina) e del Nord America (dall'Alaska al Messico). È accidentale in Gran Bretagna e nella parte settentrionale e orientale di Canada e Stati Uniti.